# Led Zeppelin IV
Led Zeppelin IV je obvykle používané označení oficiálně bezejmenného čtvrtého studiového alba anglické hardrockové skupiny Led Zeppelin, které bylo vydáno 8. listopadu 1971. S prodejem víc než 37 miliónů nosičů (23 miliónů jen v USA) patří mezi nejlépe prodávaná alba v historii hudby.
Protože předchozí album Led Zeppelin III mělo vlažné recenze, kytarista Jimmy Page rozhodl, že čtvrté album skupiny nebude oficiálně mít žádný název. Vnitřní přebal alba však obsahoval čtyři symboly, které reprezentovaly každého z členů kapely, což vedlo k dalším neoficiálním označením desky – Four Symbols (tj. Čtyři symboly), The Fourth Album (tj. Čtvrté album), Untitled (tj. Bezejmenné), Runes (tj. Runy), The Hermit (tj. Poustevník) a ZoSo (odvozeno z Pageova symbolu).
Deska byla zpočátku nahrávána ve studiích Basing Street Studios patřících Island Records, ve stejné době jako album Aqualung od Jethro Tull, později na dalších místech – např. Headley Grange v Anglii, Sunset Sound v Los Angeles, ale i ve známém mobilním studiu Rolling Stones Mobile Studio patřícím skupině Rolling Stones (nahrávala v něm své album Machine Head i skupina Deep Purple).
Čtvrté album Led Zeppelin je jednolitým hudebním skvostem zahrnujícím celou škálu stylů od heavy-metalu přes folk i rock až po blues, kterým skupina definovala hard-rockový žánr v 70. letech. Přesah do zemitého britského folku z předchozí desky byl dále rozšířen o mystickou tematiku, mytologii a okultismus (nejznatelněji v písni „The Battle of Evermore“), což dává tomuto LP zcela nový rámec. Ač jsou všechny skladby výborné, jsou zastíněny megahitem „Stairway to Heaven“, který se pomalu rozjíždí z akustického začátku a postupně uvolňuje svoji obrovskou energii. V jeho stínu neprávem zůstává např. nejlepší folková nahrávka „Zeppelínů“ – „Going to California“, hard-rockové vypalovačky „Black Dog“ a „Rock & Roll“, satira na hippies „Misty Mountain Hop“ nebo závěrečná skladba „When the Levee Breaks“, která se „Stairway to Heaven“ přinejmenším vyrovná a společně dodávají celé „čtyřce“ epický rozměr.
Led Zeppelin IV patří mezi alba, jejichž skladby jsou hrané v rádiích zaměřených na klasickou rockovou produkci; jsou na něm také ikony tohoto žánru – skladby „Black Dog“, či „Stairway to Heaven“.
V roce 1998 umístili čtenáři časopisu Q magazine album Led Zeppelin IV na 26. místo mezi nejlepší alba všech dob, v roce 2000 ten samý časopis umístil Led Zeppelin IV na 26. místo do stovky nejlepších britských alb.
V TOP 100 hudebních alb 70. let v internetové publikaci Pitchfork Media je toto album na 7. místě. V roce 2005 v anketě o nejlepší album klasického rocku kanadského rockového rádia Q107 se album umístilo na druhém místě.
V roce 2006 bylo album zvoleno na první místo stovky nejlepších britských alb v časopise Classic Rock, v tom samém roce časopis Guitar World umístil Led Zeppelin IV také na první místo a v anketě ABC media top 10 získalo album sedmou pozici.

## Seznam skladeb
| Pořadí | Název                  | Autor                                      | Délka |
| ------ | ---------------------- | ------------------------------------------ | ----- |
| 1.     | Black Dog              | Jimmy Page, Robert Plant, John Paul Jones  | 4:55  |
| 2.     | Rock and Roll          | Page, Plant, Jones, John Bonham            | 3:40  |
| 3.     | The Battle of Evermore | Page, Plant                                | 5:38  |
| 4.     | Stairway to Heaven     | Page, Plant                                | 8:00  |
| 5.     | Misty Mountain Hop     | Page, Plant, Jones                         | 4:39  |
| 6.     | Four Sticks            | Page, Plant                                | 4:49  |
| 7.     | Going to California    | Page, Plant                                | 3:36  |
| 8.     | When the Levee Breaks  | Page, Plant, Jones, Bonham, Memphis Minnie |       |

## Nahrávaní alba
- Jimmy Page – akustická kytara, elektrická kytara, mandolína, producent, remastering, digitální remastering
- Robert Plant – zpěv, harmonika
- John Paul Jones – syntezátor, basová kytara, klávesy, mandolína
- John Bonham – bicí
- Ian Stewart – klavír (ve skladbě „Rock and Roll“)
- Sandy Denny – zpěv (ve skladbě „The Battle Of Evermore“)
- Peter Grant – producent
- George Chkiantz – mixáž
- Andy Johns – technik, mixáž
- Graphreaks – návrh designu
- Barrington Colby Mom – ilustrace uvnitř (The Hermit)

### CD mastering
- Joe Sidore – original CD (v polovině 80. let)
- George Marino – remasterované CD (1990)

## Umístění v žebříčcích

### Album
| rok  | žebříček                             | pozice |
| ---- | ------------------------------------ | ------ |
| 1971 | Billboard Pop albums (Billboard 200) | 2      |

### Singly
| rok  | singl         | žebříček                                  | pozice |
| ---- | ------------- | ----------------------------------------- | ------ |
| 1971 | Black Dog     | Billboard Pop Singles (Billboard Hot 100) | 15     |
| 1972 | Rock and Roll | Billboard Pop Singles                     | 47     |

## Certifikace
| firma      | certifikace | prodej     |
| ---------- | ----------- | ---------- |
| RIAA (USA) | 23x platina | 23,000,000 |
| CRIA (CAN) | 2x diamant  | 2,000,000  |